# 최인욱
최인욱(崔仁旭, 1920년 ~ 1972년 4월 12일)은 대한민국의 소설가이다. 위암으로 별세했다. 향년 52세.

## 학력
- 해인불교전문학원(지금의 동국대학교)
- 일본 니혼 대학 종교과 (중퇴)

## 경력
- 문총 중앙위원
- 한국문학가협회 중앙위원
- 중앙대학교 강사
- 서라벌예대 교수

## 생애
1920년 경상남도 합천에서 출생하였다. 해인불교전문학원(지금의 동국대학교)을 나와 일본의 니혼 대학 종교과를 중퇴하였다.
1938년 《매일신보》에 단편 소설 〈시들은 마을〉, 이듬해에 〈산신령〉을 통해 문단에 나왔다. 1939년 조선일보 신춘문예에 필명 석종생(石鍾生)으로 소설 《월하취적도》(月下吹笛圖)를 응모하여 당선작으로 결정은 되었지만, 응모 규정에 명시한 주소와 본명이 불분명해서 당선이 취소된 바 있다.
광복 후에 문총 중앙위원, 한국문학가협회 중앙위원, 서라벌예대에서 교수를 역임했다. 왕성한 창작 의욕을 발휘하여 《개나리》, 《동방기》(洞房記), 《동자상》 등을 발표하는 한편, 역사 소설에 전념하여 《초적》(草笛), 《임꺽정》, 《만리장성》, 《사명당》, 《임진왜란》 등을 신문에 연재했다. 창작집에 《저류》(低流), 《행복의 위치》, 《화려한 욕망》 등과 소년소설집 《일곱별 소년》 등이 있다.